# Григолюк Едуард Іванович
Григолюк Едуард Іванович (13 грудня 1923, Москва — 29 квітня 2005) — російський радянський учений у галузі механіки, доктор фіз.-мат. наук, професор, член-кореспондент АН СРСР, завідувач лабораторією Науково-дослідного інституту механіки Московського державного університету імені М. В. Ломоносова.

## Біографія
Закінчив 1944 року Московський авіаційний інститут. Кандидатську дисертацію захистив в 1947 році, а докторську — в 1951 році.
Працював у МВТУ ім. Баумана (1946—1950), Московському університеті (1954—1958), Сибірському відділенні АН СРСР (1958—1965), після повернення в 1965 році до Москви у Інституті механіки Московського університету.

## Нагороди
- Державна премія України в галузі науки і техніки (1975, «Розробка та впровадження в практику оптимальних режимів зонального відпуску зварних швів конструкцій оболонкового типу», у складі колективу)
- орден Дружби Народів
- орден «Знак Пошани»